# 奈良県道25号月瀬針線
奈良県道25号月瀬針線（ならけんどう25ごう つきがせはりせん）は、奈良県奈良市から山辺郡山添村を経由して奈良市に至る県道（主要地方道）である。

## 概要
奈良県奈良市月ヶ瀬桃香野を起点とし、奈良市針ヶ別所町に至る。

### 路線データ
- 陸上距離：19.6 km
- 起点：奈良市月ヶ瀬桃香野
- 終点：奈良市針ヶ別所町

## 歴史
- 1993年（平成5年）5月11日 - 建設省から、県道月瀬針線が月瀬針線として主要地方道に指定される[1]。

## 路線状況
布目ダム周辺（奈良市邑地町80番地先交差点〜山添村大字桐山505番地先（釜淵橋西側）交差点間）は終日、二輪車（原付含む）通行禁止となっている。

### 重複区間
- 奈良県道4号笠置山添線（奈良市月ヶ瀬桃香野 - 奈良市邑地町）

## 地理

### 通過する自治体
- 奈良市
- 山辺郡山添村
- 奈良市

### 交差する道路
| 交差する道路                                   | 交差する場所 | 交差する場所 | 交差する場所 | 交差する場所     | 備考 |
| ---------------------------------------------- | ------------ | ------------ | ------------ | ---------------- | ---- |
| 奈良県道4号笠置山添線 奈良県道82号上野南山城線 | 奈良県       | 奈良市       | 奈良市       | （月ヶ瀬桃香野） |      |
| 奈良県道4号笠置山添線                          | 奈良県       | 奈良市       | 奈良市       | （邑地町）       |      |
| 奈良県道172号大保邑地線                        | 奈良県       | 奈良市       | 奈良市       | （丹生町）       |      |
| 奈良県道80号奈良名張線                         | 奈良県       | 山辺郡       | 山添村       | （松尾）         |      |
| 奈良県道245号助命下荻線                        | 奈良県       | 奈良市       | 奈良市       | （荻町）         |      |
| 奈良県道246号馬場針ケ別所小倉線                | 奈良県       | 奈良市       | 奈良市       | （荻町）         |      |
| 奈良県道246号馬場針ケ別所小倉線                | 奈良県       | 奈良市       | 奈良市       | （針ケ別所町）   |      |
| 国道369号                                      | 奈良県       | 奈良市       | 奈良市       | （針ケ別所町）   |      |

※ 交差する場所の括弧書きは地名、それ以外は交差点名で表示

### 沿線の主な施設
- 月ヶ瀬梅林
- 布目ダム